# Vladimir Matijević
Vladimir Matijević (Mostar, 1957. január 2. – 2015. július 8.) jugoszláv válogatott bosnyák labdarúgó, hátvéd, középpályás, olimpikon.

## Pályafutása

### Klubcsapatban
1974 és 1987 között a Velež Mostar labdarúgója volt, ahol két jugoszlávkupa-győzelmet ért el.

### A válogatottban
1980 és 1984 között három alkalommal szerepelt a jugoszláv válogatottban. Az 1980-as moszkvai olimpián negyedik lett a csapattal.

## Sikerei, díjai
Velež Mostar
- Jugoszláv kupa
  - győztes (2): 1981, 1986

## Statisztika

### Mérkőzései a jugoszláv válogatottban
| Jugoszlávia | Jugoszlávia          | Jugoszlávia                    | Jugoszlávia | Jugoszlávia | Jugoszlávia   | Jugoszlávia | Jugoszlávia | Jugoszlávia |
| #           | Dátum                | Helyszín                       | Hazai       | Eredmény    | Vendég        | Kiírás      | Gólok       | Esemény     |
| ----------- | -------------------- | ------------------------------ | ----------- | ----------- | ------------- | ----------- | ----------- | ----------- |
| 1.          | 1980. március 30.    | Belgrád, Omladinski Stadion    | Jugoszlávia | 2 – 0       | Románia       | Balkán-kupa | -           |             |
| 2.          | 1980. április 26.    | Borovo Naselje, Városi Stadion | Jugoszlávia | 2 – 1       | Lengyelország | barátságos  | -           |             |
| 3.          | 1984. szeptember 12. | Glasgow, Hampden Park          | Skócia      | 6 – 1       | Jugoszlávia   | barátságos  | -           | 65'         |
|             | Összesen             |                                |             | 3           | mérkőzés      |             | 0           | gól         |